# Olivella rosolina
Olivella rosolina är en snäckart som först beskrevs av Pierre Louis Duclos 1835.  Olivella rosolina ingår i släktet Olivella och familjen Olividae. Inga underarter finns listade i Catalogue of Life.